# Sigottier
Sigottier é uma comuna francesa na região administrativa da Provença-Alpes-Costa Azul, no departamento de Altos-Alpes. Estende-se por uma área de 25,33 km². Em 2010 a comuna tinha 92 habitantes (densidade: 3,6 hab./km²).